# Supercoppa turca 2017 (pallavolo femminile)
La Supercoppa turca 2017 si è svolta il 15 ottobre 2017: al torneo hanno partecipato due squadre di club turche e la vittoria finale è andata per la terza volta al VakıfBank Spor Kulübü.

## Regolamento
Le squadre hanno disputato una gara unica.

## Squadre partecipanti
| Squadra    | Qualificazione                                               | Ultima partecipazione |
| ---------- | ------------------------------------------------------------ | --------------------- |
| Fenerbahçe | Vincitrice Sultanlar Ligi 2016-2017/Coppa di Turchia 2016-17 | Supercoppa turca 2015 |
| VakıfBank  | Finalista in Coppa di Turchia 2016-17                        | Supercoppa turca 2015 |

## Torneo
| 15 ottobre 2017 Başkent Voleybol Salonu, Ankara Durata: 1h:15 - Spettatori: 6 000 | Fenerbahçe | 0 - 3 | VakıfBank | 14-25, 18-25, 22-25 |